# Wimpole
Wimpole è un villaggio e parrocchia civile dell'Inghilterra, appartenente alla contea del Cambridgeshire.

## Monumenti e luoghi d'interesse
- Wimpole's Folly